# Gerhard Domagk
Gerhard Johannes Paul Domagk, nemški bakteriolog in akademik, nobelovec, * 30. oktober 1895, Lagow, Provinca Brandenburg, Prusija (danes Poljska), † 24. april 1964, Burgberg pri kraju Königsfeld im Schwarzwald, Zahodna Nemčija.
Domagk je leta 1939 prejel Nobelovo nagrado za fiziologijo ali medicino za odkritje antibakterijskih lastnosti učinkovine prontosil.

## Življenje in delo
Študij medicine na Univerzi v Kielu je prekinila prva svetovna vojna. Decembra 1914 je bil kot nemški vojak ranjen v eni od bitk, nato pa so ga priključili sanitetnim enotam. Med drugim je služil v bolnišnicah za obolele za kolero v Rusiji, kjer je nanj poseben vtis napravila nemoč zdravnikov proti nalezljivim boleznim, posebej neuporabnost kirurških posegov pri zdravljenju. Po vojni je nadaljeval s študijem v Kielu in ga končal leta 1921. V tem času je pridobil izkušnje z laboratorijskim delom in raziskavami presnove.
Leta 1924 je postal predavatelj patološke anatomije na Univerzi v Greifswaldu, naslednje leto pa na Univerzi v Münstru, kjer je leta 1958 napredoval do rednega profesorja. Raziskoval je tudi v laboratorijih farmacevtskega podjetja Bayer (takrat del konglomerata IG Farben). Postal je znanstveni direktor novega inštituta za patološko anatomijo in bakteriologijo v Wuppertalu, kjer so raziskovali antibakterijske učinke barvil, ki so jih proizvajali v IG Farben. Tam je leta 1932 v sklopu testiranja tisočih snovi prišel do svojega najpomembnejšega odkritja: dokazal je, da rdeče barvilo, ki so ga pri IG Farben imenovali streptozon, ščiti zajce pred smrtonosnimi odmerki stafilokokov in streptokokov. Kljub uspehu je bil previden in je želel odkritje pred uvedbo terapije na ljudeh temeljito preskusiti, ravno takrat pa je njegova hči dobila hudo okužbo s streptokoki, ko se je po nesreči zbodla z okuženo iglo v njegovem laboratoriju. Domagk ji je skrivoma dal odmerek streptozona, ki jo je povsem pozdravil in jo rešil pred amputacijo roke. Poročilo o odkritju je objavil šele leta 1935, ko je učinkovitost streptozona potrdil neodvisni klinični preskus.
Prontosil, kakor so kasneje poimenovali snov, je bilo prvo učinkovito in dostopno zdravilo za bakterijske okužbe. S kemijsko modifikacijo učinkovine iz skupine sulfonamidov so kasneje ustvarili cel razred sulfonamidnih zdravil, ki so se izkazala za učinkovito sredstvo proti različnim nalezljivim boleznim. Šele več let kasneje so jih nadomestili penicilini, ki so bili učinkovitejši in so izkazovali manj neželenih stranskih učinkov. Domagk se je kasneje posvečal razvoju terapij za različne druge bolezni, med drugim tuberkulozo, in nazadnje še kemoterapije raka.

## Priznanja
Za svoje delo je prejel številna priznanja, med njimi nagrado Paula Ehrlicha, ki jo podeljuje Univerza v Frankfurtu, in imenovanje v civilni red Pour le Mérite ter Red zaslug Britanskega imperija. Sprejet je bil tudi za člana Britanske akademije znanosti in Kraljeve družbe iz Londona ter prejel častne doktorate več univerz.
Leta 1939 mu je Nobelov sklad za odkritje antibakterijskih učinkov prontosila podelil Nobelovo nagrado za fiziologijo ali medicino, ki pa jo je bil prisiljen zavrniti, saj je Adolf Hitler prepovedal nemškim državljanom sprejemati Nobelove nagrade. Ko je nacističnim oblastem sporočil, da je dobitnik, so ga za kratek čas celo aretirali. Nobelovo plaketo in medaljo je lahko prevzel šele po padcu nacizma, leta 1947, denarni del nagrade pa je po pravilih fundacije medtem prešel nazaj v Nobelov sklad.